# 中国民间文艺家协会

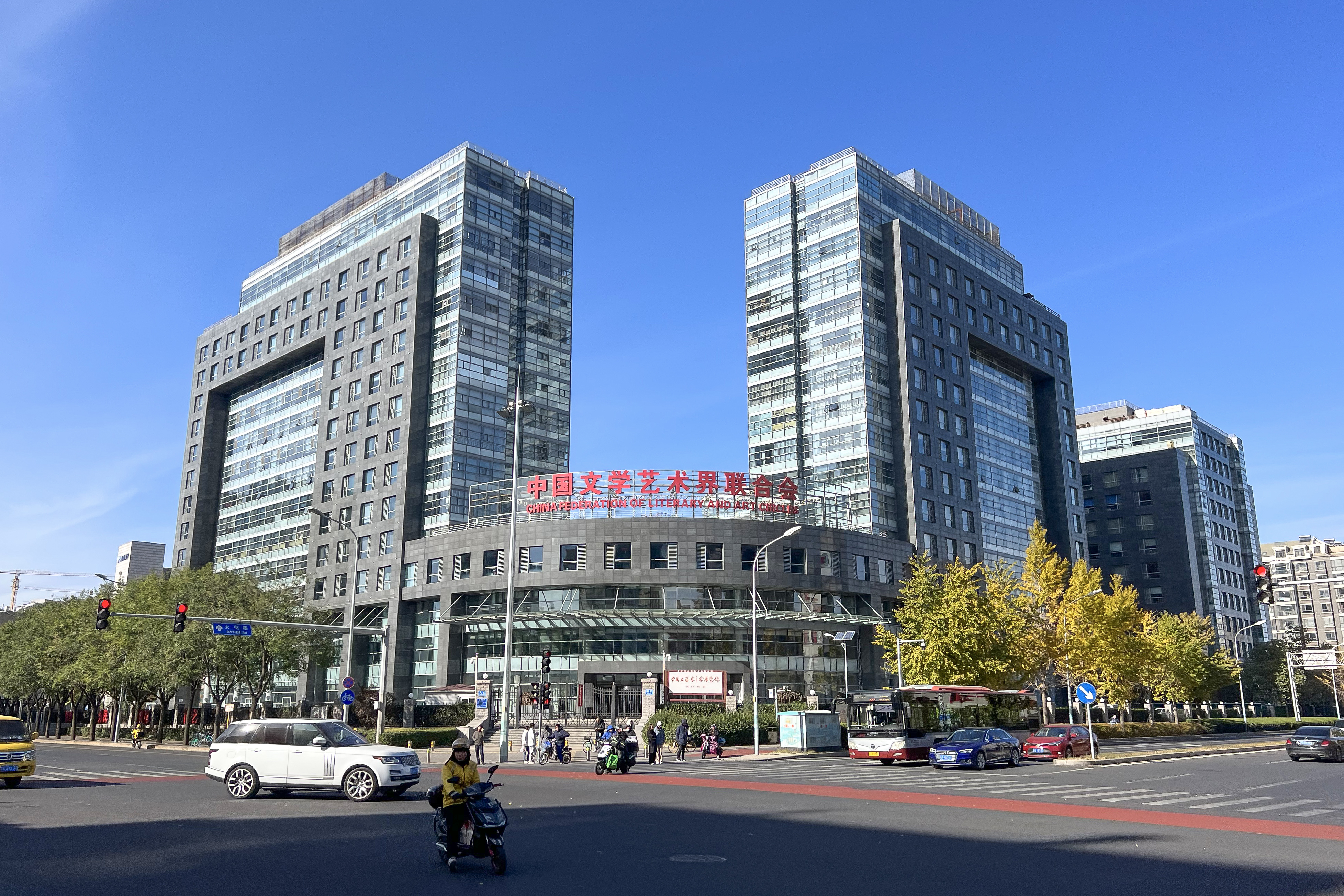
中国民间文艺家协会的会址为北京市朝阳区北沙滩1号院32号楼（文联总部）B座11层

中国民间文艺家协会是1987年成立的一个中国民间文艺工作者团体，前身为中国民间文艺研究会。1987年5月召开的民间文艺研究会四届二次理事会上改为现名。协会的宗旨是搜集、整理、研究推广中国的民间文艺。民协是中国文学艺术界联合会团体会员。创办了《民间文学》、《缤纷》、《民间文化论坛》和《中国艺术报·中国民间文艺专刊》等刊物，整理出版《中国民间故事集成》、《中国谚语集成》、《中国歌谣集成》和《中国木版年画集成》等书籍。承担的民间遗产抢救项目有中国口头文学遗产数字化工程、中国传统村落立档调查等，还举办中国民间剪纸集成、我们的节日等传统节日。并开展中国民间艺术节和山花奖评奖。历届主席为钟敬文、冯元蔚、冯骥才。